# カリーニングラード時間
|  | UTC+2  | MSK-1 | カリーニングラード時間 (KALT) |
|  | UTC+3  | MSK   | モスクワ時間 (MSK)            |
|  | UTC+4  | MSK+1 | サマラ時間 (SAMT)             |
|  | UTC+5  | MSK+2 | エカテリンブルク時間 (YEKT)   |
|  | UTC+6  | MSK+3 | オムスク時間 (OMST)           |
|  | UTC+7  | MSK+4 | クラスノヤルスク時間 (KRAT)   |
|  | UTC+8  | MSK+5 | イルクーツク時間 (IRKT)       |
|  | UTC+9  | MSK+6 | ヤクーツク時間 (YAKT)         |
|  | UTC+10 | MSK+7 | ウラジオストク時間 (VLAT)     |
|  | UTC+11 | MSK+8 | マガダン時間 (MAGT)           |
|  | UTC+12 | MSK+9 | カムチャツカ時間 (PETT)       |

カリーニングラード時間（カリーニングラードじかん、ロシア語: калининградское время）は、カリーニングラード標準時 (KALT - Kaliningrad Time) ともいい、協定世界時 (UTC) を2時間進ませた標準時 (UTC+2) である。ロシア第1標準時 (USZ1)とも呼ばれる。2011年3月27日までは冬時間がUTC+2で、カリーニングラード夏時間 (Kaliningrad Summer Time、KALST) が UTC+3 であったが、それまでの夏時間を通年の標準時とする形で夏時間制が廃止された。2014年10月26日からは、2011年3月27日以前の冬時間を通年の標準時とする形でUTC+2となった。

## 採用しているロシアの地域
- カリーニングラード州

## 関連
- ロシア時間